# Festival Internacional de Cine de Venecia de 2020
La 77.ª Mostra de Venecia tuvo lugar del 2 de septiembre al 12 de septiembre de 2020. La actriz australiana Cate Blanchett fue elegida como presidenta del jurado. La cinta encargada de abrir el Festival fue Lacci del director italiano Daniele Luchetti. Nomadland de la directora Chloé Zhao se alzó con el León de Oro.

## Jurado
Venezia 77
- Cate Blanchett, actriz y productora australiana, ganadora del Óscar, el BAFTA y el Globo de Oro. Presidenta del jurado.
- Matt Dillon, actor y director estadounidense, ganador del Independent Spirit Award y nominado al Óscar.
- Veronika Franz, directora y guionista austriaca.
- Joanna Hogg, directora y guionista británica, ganadora del Gran Premio del Jurado en Sundance.
- Nicola Lagioia, escritor italiano.
- Christian Petzold, director y guionista alemán. Ganador del Oso de Plata en la Berlinale.
- Ludivine Sagnier, actriz francesa.

Orizzonti
- Claire Denis, directora, guionista y actriz francesa. Presidenta.
- Óskar Alegría, director español.
- Francesca Comencini, directora, guionista y escritora italiana.
- Katriel Schory, productora israelí.
- Cristine Vachon, productora estadounidense, ganadora del Gran Premio del Jurado en Sundance.

Luigi De Laurentiis
- Claudio Giovannesi, director, guionista y músico italiano. Presidente.
- Remi Bonhomme, director y programador de festivales internacionales francés.
- Dora Bouchoucha, productora y directora de festivales tunesina.

Venice Virtual Reality
- Celine Tricart, guionista estadounidense. Presidenta.
- Asif Kapadia, director británico, ganador del Óscar.
- Hideo Kojima, autor de videojuegos japonés.

## Selección oficial

### En Competición
Las siguientes películas fueron seleccionadas para la competición principal:
| Título español                | Título original             | Director(es)                          | País de producción                   |
| ----------------------------- | --------------------------- | ------------------------------------- | ------------------------------------ |
| In Between Dying              | In Between Dying            | Hilal Baydarov                        | Azerbaiyán · México · Estados Unidos |
| Le sorelle Macaluso           | Le sorelle Macaluso         | Emma Dante                            | Italia                               |
| The World to Come             | The World to Come           | Mona Fastvold                         | Estados Unidos                       |
| Nuevo orden                   | Nuevo orden                 | Michel Franco                         | México · Francia                     |
| Amants                        | Lovers                      | Nicole Garcia                         | Francia                              |
| Laila in Haifa                | Laila in Haifa              | Amos Gitai                            | Israel Francia                       |
| And Tomorrow the Entire World | Und morgen die ganze Welt   | Julia von Heinz                       | Alemania · Francia                   |
| Queridos camaradas            | Dorogie tovarishchi!        | Andrei Konchalovsky                   | Rusia                                |
| La mujer del espía            | Spy no Tsuma                | Kiyoshi Kurosawa                      | Japón                                |
| Sun Children                  | Khorshid                    | Majid Majidi                          | Irán                                 |
| Fragmentos de una mujer       | Pieces of a Woman           | Kornél Mundruczó                      | Canadá · Hungría                     |
| Miss Marx                     | Miss Marx                   | Susanna Nicchiarelli                  | Italia · Bélgica                     |
| Padrenostro                   | Padrenostro                 | Claudio Noce                          | Italia                               |
| Notturno                      | Notturno                    | Gianfranco Rosi                       | Italia · Francia · Alemania          |
| Never Gonna Snow Again        | Śniegu już nigdy nie będzie | Małgorzata Szumowska y Michał Englert | Polonia · Alemania                   |
| El discípulo                  | The Disciple                | Chaitanya Tamhane                     | India                                |
| Quo vadis, Aida?              | Quo vadis, Aida?            | Jasmila Žbanić                        | Países Bajos                         |
| Nomadland                     | Nomadland                   | Chloé Zhao                            | Estados Unidos                       |

### Fuera de Competición
Las películas siguientes estuvieron seleccionadas para ser proyectadas fuera de competición:
Ficción
| Título español      | Título original            | Director(es)     | País de producción |
| ------------------- | -------------------------- | ---------------- | ------------------ |
| Assandira           | Assandira                  | Salvatore Mereu  | Italia             |
| The Duke            | The Duke                   | Roger Michell    | Reino Unido        |
| La voz humana       | La voz humana              | Pedro Almodóvar  | España             |
| Love After Love     | Dì yī lú xiāng (第一炉香)  | Ann Hui          | China              |
| Mandíbulas          | Mandibules                 | Quentin Dupieux  | Francia            |
| Mosquito State      | Mosquito State             | Filip Jan Rymsza | Polonia, EE.UU     |
| Night in Paradise   | Nag-won-ui bam (낙원의 밤) | Park Hoon-jung   | Corea del Sur      |
| Una noche en Miami… | One Night in Miami         | Regina King      | EE.UU              |
| Run Hide Fight      | Run Hide Fight             | Kyle Rankin      | EE.UU              |
| Lazos               | Lacci                      | Daniele Luchetti | Italia             |
| Lasciami andare     | Lasciami andare            | Stefano Mordini  | Italia             |

No-Ficción
| Título español                 | Título original                | Director(es)                | País de producción |
| ------------------------------ | ------------------------------ | --------------------------- | ------------------ |
| City Hall                      | City Hall                      | Frederick Wiseman           | EE.UU              |
| Crazy, Not Insane              | Crazy, Not Insane              | Alex Gibney                 | EE.UU              |
| Final Account                  | Final Account                  | Luke Holland                | Reino Unido        |
| Fiori, Fiori, Fiori!           | Fiori, Fiori, Fiori!           | Luca Guadagnino             | Italia             |
| Yo soy Greta                   | Greta                          | Nathan Grossmann            | Suecia             |
| Hopper/Welles                  | Hopper/Welles                  | Orson Welles                | EE.UU              |
| Molecole                       | Molecole                       | Andrea Segre                | Italia             |
| Narciso em férias              | Narciso em férias              | Renato Terra, Ricardo Calil | Brasil             |
| Paolo Conte, via con me        | Paolo Conte, via con me        | Giorgio Verdelli            | Italia             |
| Salvatore: Shoemaker of Dreams | Salvatore: Shoemaker of Dreams | Luca Guadagnino             | Italia             |
| Sportin' Life                  | Sportin' Life                  | Abel Ferrara                | Italia             |
| La verità su La Dolce Vita     | La verità su La Dolce Vita     | Giuseppe Pedersoli          | Italia             |

Proyecciones especiales
| Título español            | Título original  | Director(es)         | País de producción |
| ------------------------- | ---------------- | -------------------- | ------------------ |
| 30 monedas (episode 1)    | 30 Monedas       | Álex de la Iglesia   | España             |
| Homilía campesina (corto) | Omelia contadina | Alice Rohrwacher, JR | Italia             |
| Princesse Europe          | Princesse Europe | Camille Lotteau      | Francia            |

### Horizontes
Las siguientes películas estuvieron seleccionadas para la sección Horizontes (Orizzonti):

#### Largometrajes
| Título español            | Título original                   | Director(es)                      | País de producción                        |
| ------------------------- | --------------------------------- | --------------------------------- | ----------------------------------------- |
| Apples                    | Mila (μήλα)                       | Christos Nikou                    | Grecia                                    |
| The Best Is Yet to Come   | Bùzhǐ bùxiū (不止不休)            | Wang Jing                         | China                                     |
| Careless Crime            | Jenayat-e bi deghat (جنایت بی‌دقت) | Shahram Mokri                     | Irán                                      |
| The Furnace               | The Furnace                       | Roderick Mackay                   | Australia                                 |
| Gaza mon amour            | Gaza mon amour                    | Tarzan Nasser, Arab Nasser        | Palestine, France, Germany, Qatar         |
| Genus Pan                 | Lahi, Hayop                       | Lav Diaz                          | Filipinas                                 |
| Guerra e pace             | Guerra e pace                     | Massimo D'Anolfi, Martina Parenti | Italia                                    |
| Listen                    | Listen                            | Ana Rocha de Sousa                | Reino Unido, Portugal                     |
| Mainstream                | Mainstream                        | Gia Coppola                       | EE.UU.                                    |
| The Man Who Sold His Skin | The Man Who Sold His Skin         | Kaouther Ben Hania                | Túnez, Francia, Alemania, Bélgica, Suecia |
| Milestone                 | Meel Patthar (मील पत्थर)            | Ivan Ayr                          | India                                     |
| Nowhere Special           | Nowhere Special                   | Uberto Pasolini                   | Reino Unido, Italia, Romania              |
| La nuit des rois          | La nuit des rois                  | Philippe Lacôte                   | Costa de Marfil, Francia, Canadá          |
| I predatori               | I predatori                       | Pietro Castellitto                | Italia                                    |
| Selva trágica             | Selva trágica                     | Yulene Olaizola                   | México                                    |
| La troisième guerre       | La troisième guerre               | Giovanni Aloi                     | Francia                                   |
| La tierra baldía          | Dasht-e Khamoosh (دشت خاموش)      | Ahmad Bahrami                     | Irán                                      |
| Yellow Cat                | Zheltaya koshka                   | Adilkhan Yerzhanov                | Kazajistán, Francia                       |
| Zanka Contact             | Zanka Contact                     | Ismaël El Iraki                   | Marruecos, Francia, Bélgica               |

#### Cortometrajes
| Título original                                          | Director(es)                        | País de producción      |
| -------------------------------------------------------- | ----------------------------------- | ----------------------- |
| Anita                                                    | Sushma Khadepaun                    | EE.UU.                  |
| BMM – Being My Mom                                       | Jasmine Trinca                      | Italia                  |
| Entre tú y milagros                                      | Mariana Saffon                      | Colombia, EE. UU.       |
| À fleur de peau                                          | Meriem Mesraoua                     | Catar, Argelia, Francia |
| Das Spiel                                                | Roman Hodel                         | Suiza                   |
| Mây nhưng không mưa                                      | Nghĩa Vũ Minh & Minh Thy Phạm Hoàng | Vietnam                 |
| Nattåget                                                 | Jerry Carlsson                      | Suecia                  |
| Miegamasis rajonas                                       | Vytautas Katkus                     | Lituania                |
| The Shift                                                | Laura Carreira                      | Reino Unido             |
| Sogni al campo                                           | Magda Guidi                         | Italia, Francia         |
| Was Wahrscheinlich Passiert Wäre, Wäre Ich Nicht Zuhause | Willy Hans                          | Alemania                |
| Workshop                                                 | Judah Finnigan                      | Nueva Zelanda           |

## Venezia Classici
Las siguientes películas fueron seleccionadas para ser proyectadas en la sección  Venezia Classici, que en esta edición fueron exhibidos conjuntament en Il Cinema Ritrovato del Festival en Bolonia, del 25 al 31 de agosto:
Películas restauradas
| Título español                          | Título original                                                                                 | Director(es)           | País de producción | Año  |
| --------------------------------------- | ----------------------------------------------------------------------------------------------- | ---------------------- | ------------------ | ---- |
| Círculo rojo                            | Le Cercle Rouge                                                                                 | Jean-Pierre Melville   | Francia            | 1970 |
| Claudine (1974)                         | Claudine (1974)                                                                                 | John Berry             | EE.UU.             | 1974 |
| Uno de los nuestros                     | Goodfellas                                                                                      | Martin Scorsese        | EE.UU.             | 1990 |
| La última cena                          | La última cena                                                                                  | Tomás Gutiérrez Alea   | Cuba               | 1976 |
| Late Season                             | Utószezon                                                                                       | Zoltán Fábri           | Hungría            | 1966 |
| El hombre del carrito                   | 無法松の一生, Muhōmatsu no isshō                                                                | Hiroshi Inagaki        | Japón              | 1956 |
| Seducida y abandonada                   | Sedotta e abbandonata                                                                           | Pietro Germi           | Italia             | 1964 |
| Serpico (1973)                          | Serpico (1973)                                                                                  | Sidney Lumet           | EE.UU.             | 1973 |
| Crónica de un amor                      | Cronaca di un amore                                                                             | Michelangelo Antonioni | Italia             | 1950 |
| Una pieza inacabada para piano mecánico | Неоконченная пьеса для механического пианино, Neokonchennaya pyesa dlya mekhanicheskogo pianino | Nikita Mikhalkov       | URSS               | 1977 |
| La venganza es mía                      | 復讐するは我にあり, Fukushū Suru wa Ware ni Ari                                                 | Shōhei Imamura         | Japón              | 1979 |
| The Young Girl                          | Den muso                                                                                        | Souleymane Cissé       | Mali               | 1975 |
| Sólo se vive una vez (1937)             | You Only Live Once                                                                              | Fritz Lang             | EE.UU.             | 1937 |

## Biennale College - Cinema
Las siguientes películas fueron seleccionadas para proyectarse en la sección Biennale College:
| Título inglés       | Título original     | Director(es)     | País de producción |
| ------------------- | ------------------- | ---------------- | ------------------ |
| The Art of Return   | El Arte de Volver   | Pedro Collantes  | España             |
| Fucking With Nobody | Fucking With Nobody | Hannaleena Hauru | Finlandia          |

## Secciones autónomas

### Semana Internacional de la Crítica
Las siguientes películas fueron seleccionadas para ser proyectadas para la 35ª Semana de la Crítica (en italiano: Settimana Internazionale della Critica):
En competición
| Título español/inglés                       | Título original                             | Director(es)                         | País de producción |
| ------------------------------------------- | ------------------------------------------- | ------------------------------------ | ------------------ |
| 50 o dos ballenas se encuentran en la playa | 50 o dos ballenas se encuentran en la playa | Jorge Cuchi                          | México             |
| Bad Roads                                   | Погані дороги                               | Natalya Vorozhbyt                    | Ucrania            |
| The Flood Won't Come                        | Tvano nebus                                 | Marat Sargsyan                       | Lituania           |
| Ghosts                                      | Hayaletler                                  | Azra Deniz Okyay                     | Turquía, Catar     |
| Shorta                                      | Shorta                                      | Anders Ølholm y Frederik Louis Hviid | Dinamarca          |
| No odiarás                                  | Non odiare                                  | Mauro Mancini                        | Italia, Polonia    |
| Topside                                     | Topside                                     | Celine Held y Logan George           | EE.UU.             |

Proyecciones especiales
| Título español/inglés | Título original    | Director(es)          | País de producción           |
| --------------------- | ------------------ | --------------------- | ---------------------------- |
| The Book of Vision    | The Book of Vision | Carlo S. Hintermann   | Italia, Reino Unido, Bélgica |
| The Rossellinis       | The Rossellinis    | Alessandro Rossellini | Italia, Letonia              |

### Giornate degli Autori
Las siguientes películas fueron seleccionadas para ser proyectadas en la 16.ª edición de la Giornate degli Autori:
Sección oficial
| Título español/inglés                                           | Título original                                     | Director(es)                     | País de producción                                    |
| --------------------------------------------------------------- | --------------------------------------------------- | -------------------------------- | ----------------------------------------------------- |
| 200 Meters                                                      | 200 Meters                                          | Ameen Nayfeh                     | Palestine                                             |
| Conference                                                      | Конференция                                         | Ivan Tverdovskiy                 | Rusia, Estonia, Italia, Reino Unido                   |
| Honey Cigar (opening film)                                      | Cigare au miel                                      | Kamir Aïnouz                     | Francia, Argelia                                      |
| Mama                                                            | Mama                                                | Li Dongmei                       | China                                                 |
| Tengo miedo torero                                              | Tengo miedo torero                                  | Rodrigo Sepúlveda                | Chile, Argentina, México                              |
| Oasis                                                           | Oaza                                                | Ivan Ikić                        | Serbia, Eslovenia, Países Bajos, Bosnia y Herzegovina |
| Preparativos para estar juntos un periodo de tiempo desconocido | Felkészülés meghatározatlan ideig tartó együttlétre | Lili Horvát                      | Hungría                                               |
| Residue                                                         | Residue                                             | Merawi Gerima                    | EE.UU.                                                |
| The Stonebreaker                                                | Spaccapietre                                        | Gianluca y Massimiliano De Serio | Italia, Francia, Belgium                              |
| The Whaler Boy                                                  | Kitoboy                                             | Philipp Yuryev                   | Rusia                                                 |

Fuera de competición
| Título español/inglés         | Título original               | Director(es)  | País de producción |
| ----------------------------- | ----------------------------- | ------------- | ------------------ |
| Saint-Narcisse (closing film) | Saint-Narcisse (closing film) | Bruce LaBruce | Canadá             |

Pases especiales
| Título español/inglés           | Título original                 | Director(es)                    | País de producción           |
| ------------------------------- | ------------------------------- | ------------------------------- | ---------------------------- |
| Extraliscio – Punk da balera    | Extraliscio – Punk da balera    | Elisabetta Sgarbi               | Italia                       |
| Guida romantica a posti perduti | Guida romantica a posti perduti | Giorgia Farina                  | Italia                       |
| The New Gospel                  | Das Neue Evangelium             | Milo Rau                        | Germany, Switzerland, Italia |
| Samp                            | Samp                            | Flavia Mastrella, Antonio Rezza | Italia                       |

Miu Miu Women's Tales
| Título español/inglés | Título original | Director(es)         | País de producción |
| --------------------- | --------------- | -------------------- | ------------------ |
| #19 Nightwalk         | #19 Nightwalk   | Małgorzata Szumowska | Italia, Poland     |

## Premios
Los siguientes premios fueron presentados en la 76.ª edición:
En competición
- León de Oro:  Nomadland de Chloé Zhao
- Gran Premio del Jurado: Nuevo orden de Michel Franco
- León de plata: Kiyoshi Kurosawa por Supai no tsuma
- Copa Volpi
  - Copa Volpi a la mejor actriz: Vanessa Kirby por Fragmentos de una mujer
  - Copa Volpi al mejor actor: Pierfrancesco Favino por Padrenostro
- Premio Osella al mejor guion: Chaitanya Tamhane por The Disciple
- Premio Especial del Jurado: Queridos camaradas de Andréi Konchalovski
- Premio Marcello Mastroianni: Rouhollah Zamani por Khoršid

Horizontes (Orizzonti)
- Mejor película:  Dašt-e khāmuš de Ahmad Bahrami
- Mejor director: Lav Diaz por Lahi, hayop
- Premio especial del Jurado: Listen de Ana Rocha de Sousa
- Mejor actriz: Khansa Batma por Zanka Contact
- Mejor actor: Yahya Mahayni por The Man Who Sold His Skin
- Mejor guion: Pietro Castellitto por I predatori
- Premio Horizontes para Mejor Cortometraje: Entre tú y milagros de Mariana Saffon

León del Futuro
- Premio Luigi De Laurentiis para una película debut:
- Listen de Ana Rocha de Sousa

Venice Virtual Reality
- Premio al mejor VR: The Hangman at Home: An Immersive Single User Experience de Michelle e Uri Kranot
- Premio mejor experiencia VR (para contenido interactivo): Finding Pandora X de Kiira Benzing
- Premio mejor historia VR (para contenido lineal): Sha si da ming xing de Fan Fan

Premios independientes
- Arca CinemaGiovani:
  - Mejor película: Pieces of a Woman de Kornél Mundruczó
  - Mejor película italiana: Notturno de Gianfranco Rosi
- Premio Brian: Quo vadis, Aida? de Jasmila Žbanić
- Premio Fundación Casa Wabi - Mantarraya: Ana Rocha de Sousa
- Premio por la inclusión Edipo Re: The Man Who Sold His Skin de Kaouther Ben Hania
- Green Drop Award: Notturno de Gianfranco Rosi[15]
- Premio Fondazione FAI Natura Ambiente: Dašt-e khāmuš de Ahmad Bahrami

Mención especial para el medioambiente: Śniegu już nigdy nie będzie de Małgorzata Szumowska y Michał Englert ex aequo con Kitoboy de Filipp Juryev
Mención especial para el trabajo: Dorogie tovarišči de Andrej Končalovskij
- Premio Fanheart3:
  - Graffetta d'oro al mejor film: Saint Narcisse de Bruce LaBruce
  - Nave d'argento a la mejor OTP: Abigail/Tally por The World to Come de Mona Fastvold
  - VR Fan Experience: Baba Yaga de Eric Darnell y Mathias Chelebourg

Mención especial: The Metamovie Presents: Alien in the Walls de Jason Moore
- Premio FEDIC: Miss Marx de Susanna Nicchiarelli

Mención especial: Assandira de Salvatore Mereu
Mención especial al mejor cortometraje: Finis terrae de Tommaso Frangini
- Premio FIPRESCI: 
  - Concurso: The Disciple de Chaitanya Tamhane
  - Orizzonti y secciones paralelas: Dašt-e khāmuš de Ahmad Bahrami
- Premio Pasinetti: Le sorelle Macaluso de Emma Dante
  - Premio a la mejor interpretación femenina: l'intero cast de Le sorelle Macaluso
  - Premio a la mejor interpretación masculina: Alessandro Gassmann por Non odiare
- Premio GdA Director's Award (Giornate degli Autori): Kitoboy de Filipp Juryev
- Premio Label Europa Cinema (Giornate degli Autori): Oaza de Ivan Ikić
- Premio del Pubblico BNL (Gruppo BNP Paribas) (Giornate degli Autori): 200 Meters de Ameen Nayfeh
- Premio Lanterna Magica: Khoršid de Majid Majidi
- Leoncino d'oro Agiscuola: Nuevo orden de Michel Franco
  - Segnalazione Cinema For Unicef: Notturno de Gianfranco Rosi
- Premio Lizzani: Le sorelle Macaluso de Emma Dante
- Premio NuovoImaie Talent Award: 
  - Mejor actor revelación: Luka Zunic por Non odiare
  - Mejor actriz revelación: Eleonora De Luca por Le sorelle Macaluso y Padrenostro
- Premio La Pellicola d'Oro:
  - Mejor dirección di produzione: Cristian Peritore por Le sorelle Macaluso
  - Mejor puesta en escena: Paola Seghetti per Miss Marx
  - Mejor capo macchinista: Raffaele Alletto por Padrenostro
- Queer Lion: The World to Come de Mona Fastvold[16]
- Premio RB Casting: Linda Caridi por Lacci
- Gran Premio Settimana internazionale della critica: Hayaletler de Azra Deniz Okyay
- Premio Circolo del Cinema di Verona (Settimana internazionale della critica): Pohani dorohy de Natalija Vorožbyt
- Premio Mario Serandrei - Hotel Saturnia & International per il miglior contributo tecnico (Settimana internazionale della critica): Topside de Celine Held y Logan George
- Premio al mejor cortometraje SIC@SIC 2019 (Settimana internazionale della critica): J'ador de Simone Bozzelli
- Premio a la mejor dirección SIC@SIC 2019 (Settimana internazionale della critica): Le mosche de Edgardo Pistone
- Premio a la mejor contribución técnico SIC@SIC 2019 (Settimana internazionale della critica): Gas Station de Olga Torrico
- Premio SIGNIS: Quo vadis, Aida? de Jasmila Žbanić

Mención especial: Nomadland de Chloé Zhao
- Premio de critica social "Sorriso diverso Venezia 2020": 
  - Mejor film extranjero: Listen de Ana Rocha de Sousa ex aequo con Selva tragíca, regia di Yulene Olaizola
  - Mejor film italiano: No odiarás de Mauro Mancini ex aequo con Notturno, regia di Gianfranco Rosi
- Premio Soundtrack Stars: Gatto Ciliegia contro il Grande Freddo por Miss Marx
  - Premio a la carrera: Giorgio Moroder
  - Premio especial Musica&Cinema: Diodato
- Premio UNIMED (Unione delle Università del Mediterraneo): Quo vadis, Aida? de Jasmila Žbanić
- Premio Fair Play al Cinema - Vivere da Sportivi: Nomadland de Chloé Zhao

Mención especial: City Hall de Frederick Wiseman
- Premio Campari Passion for Film: Terence Blanchard[17]

Premios especiales
- León Dorado a la trayectoria: Ann Hui y Tilda Swinton[18]
- Premio Jaeger-LeCoultre Glory to the Filmmaker: Abel Ferrara[19]